# Джовани ван Бронкхорст
Вижте пояснителната страница за други личности с името Джовани.
Джовани ван Бронкхорст (на нидерландски: Giovanni Christiaan van Bronckhorst) е бивш нидерландски футболист.
Започва кариерата си при юношите на Фейенорд, но прекарва голяма част от кариерата си в чужбина. Към Барселона се присъединява през сезон 2003-2004, под наем от английския Арсенал. След чудесен първи сезон, той преминава окончателно на Ноу Камп.

## Ранни години
Започва професионалната си кариера през 1993 г. във РКК Валвейк, където е под наем от Фейенорд. След това се завръща в родния си клуб, където играе за четири сезона.

## Рейнджърс
През 1998 г. преминава в шотландския Глазгоу Рейнджърс, където треньор също е нидерландец -Дик Адвокаат. Дебютира срещу ирландският Шеброн в мач за купата на УЕФА.

## Арсенал
След три успешни сезона в Шотландия, е закупен от лондонския Арсенал за 8 млн. паунда, и с него печели шампионската титла през сезон 2001-2002. По-голямата част от следващия обаче, пропуска заради тежка травма на коляното. Той не се задържа много в Англия, тъй като преминава в Барселона. Като част от трансверът, на Емирейтс преминава Сеск Фабрегас.

## Барселона
Първият му мач за Барса е стадион „Сан Мамес“ срещу Атлетик, а впоследствие изиграва 34 мача в Примера Дивисион. На следващата година, левия фланг е заздравен с привличането на Силвиньо, които заедно с Бронхорст често сменят титулярните си места. Той отново е съотборник с Хенрик Ларсон, с който е играл заедно във Фейенорд.
На фланелката му е изписан прякора му-Джио, а не цялата фамилия. С Барса той печели 2 титли на Испания и Шампионската лига.

## Фейенорд
През лятото на 2007, след закупуването на Ерик Абидал, ван Бронкхорст се завръща в Холандия с екипа на родния си тим - Фейенорд. Той става и капитан на отбора. Джовани играе по-често в полузащитата на тима, тъй като отляво на защитата титуляр е Тим де Глер. На 12 май 2010 обявява, че след Мондиал 2010 ще сложи край на кариерата си. На 13 юли 2010 е удостоен с рицарско звание.

## Национален тим
За националния отбор отбор на Нидерландия дебютира през 1996 г., срещу Бразилия. (2:2). През 2008 става капитан на своята страна. На Мондиал 2010 изиграва 7 мача, вкарва и 1 гол. Той е срещу Уругвай на 1/2 финал. Последният мач в кариерата му е финалът на световното, на 11 юли 2010 година срещу Испания.